# Fußball in Orizaba

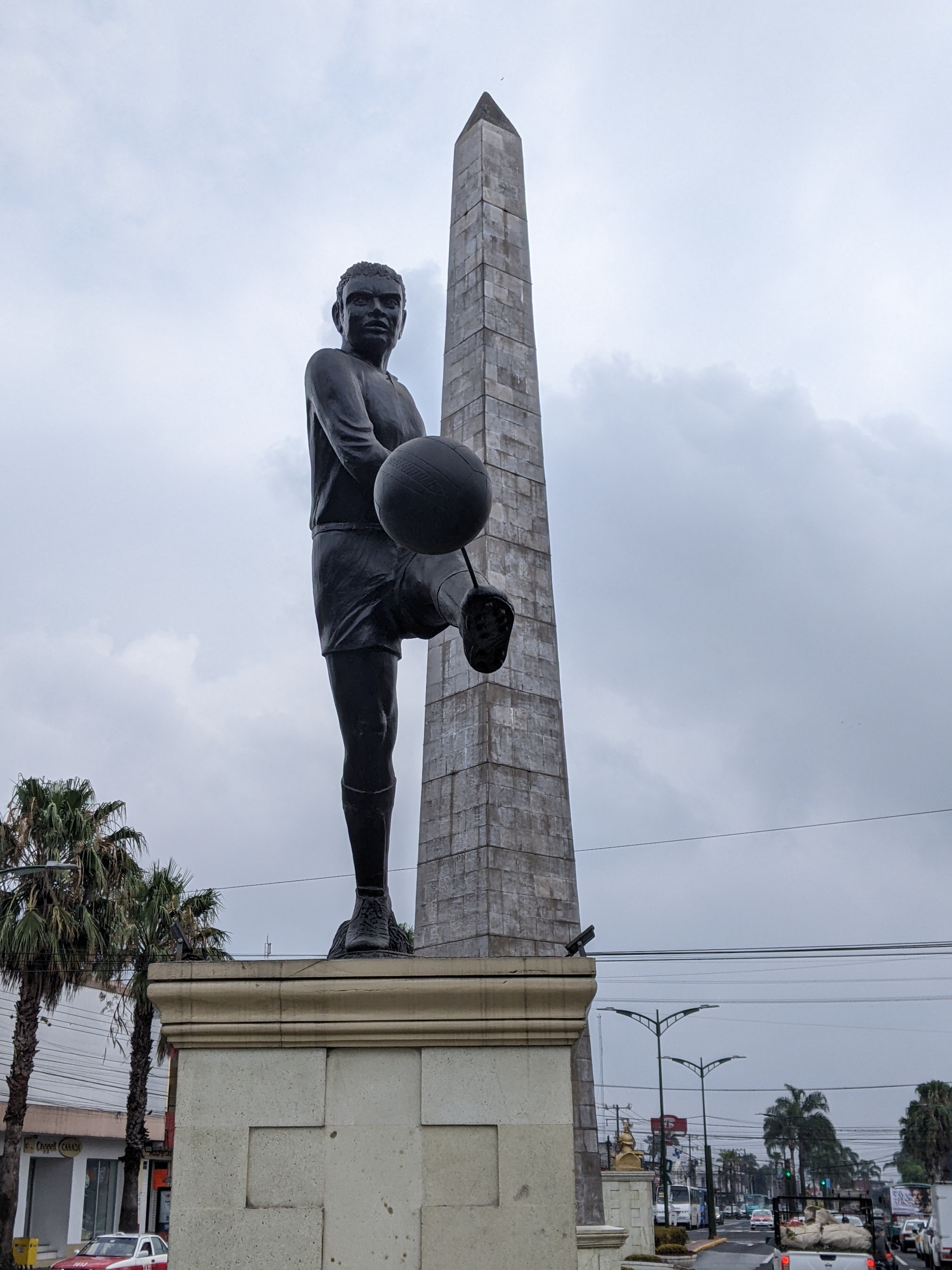
Denkmal für Orizabas Fußballpionier Duncan Macomish auf der zentralen
Straße Oriente 6 (Ecke Sur 23)

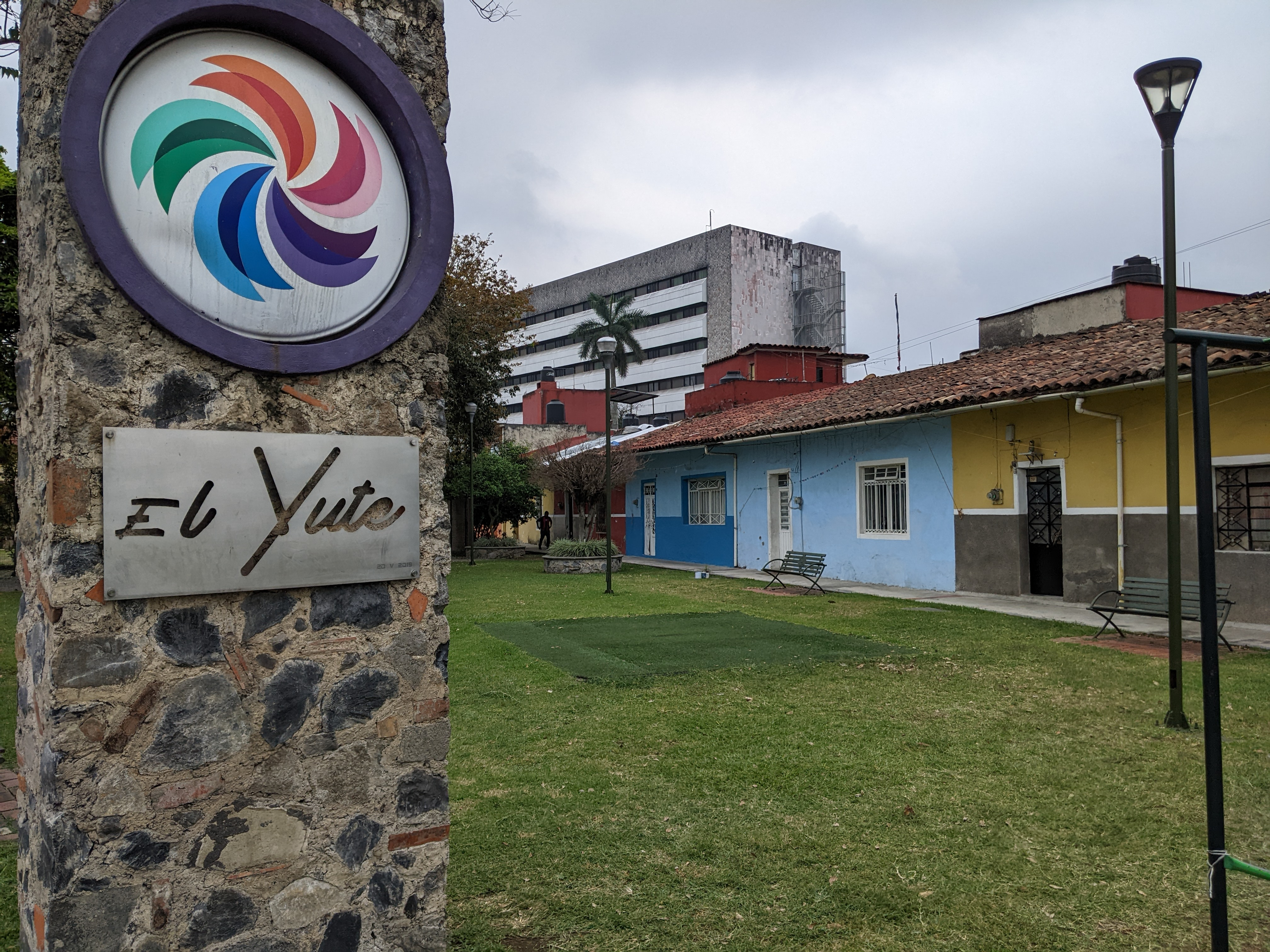
Erinnerungsplakette an die frühere Fabrik „El Yute“, die als Keimzelle des Fußballsports in Orizaba gilt.

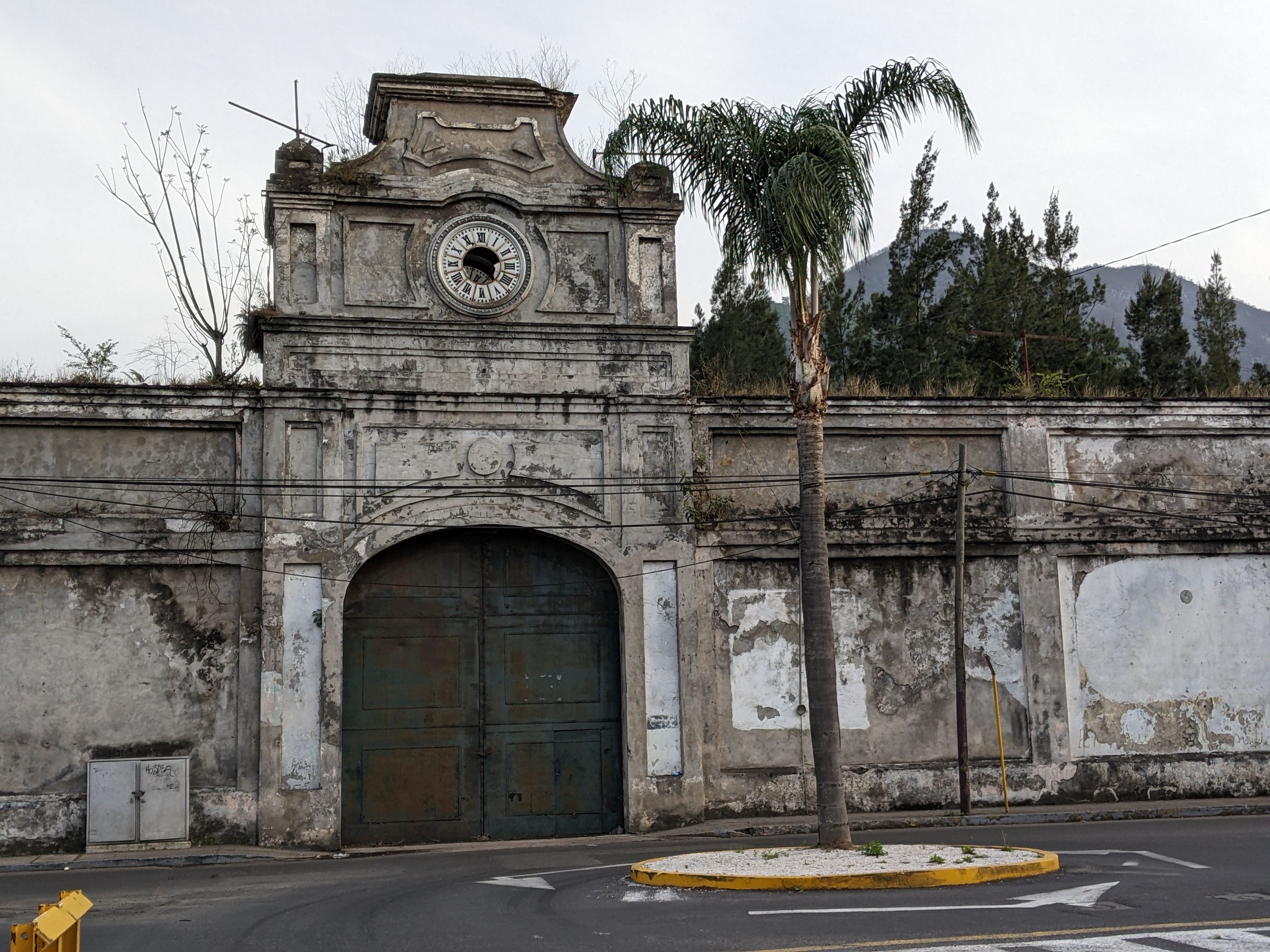
Eingang zur ehemaligen Cocolapan-Fabrik, auf deren Gelände sich der erste Fußballplatz der Stadt befand.

Der Fußball in Orizaba im mexikanischen Bundesstaat Veracruz ist eng mit der Industrieentwicklung der Stadt verbunden. So ging die erste Fußballmannschaft der Stadt (Orizaba Athletic Club), die 1902/03 als erster Meister von Mexiko in die Fußballannalen des Landes einging, aus der schottisch dominierten Belegschaft der Fabrik Santa Gertrudis de Yute hervor. Auf deren Gelände wurden in Orizaba auch die ersten Fußballspiele ausgetragen, während der erste richtige Fußballplatz von Orizaba um die Jahrhundertwende auf dem Gelände der Textilfabrik von Cocolapan errichtet wurde, dessen Rasen seinerzeit als „exzellent“ galt.
Auch die Gründung der Asociación Deportiva Orizabeña (A.D.O.) im Jahr 1916 erfolgte unter der Mitwirkung von Angestellten einer Firma. In diesem Fall fand die konstituierende Sitzung in den Geschäftsräumen der Erdölgesellschaft El Águila statt. Die A.D.O. gehörte 1943 ebenso zu den zehn Gründungsmitgliedern der mexikanischen Profiliga wie die Mannschaft der örtlichen Moctezuma-Brauerei, Unión Deportiva Moctezuma. Diese Mannschaft gewann 1938 die Staatsliga von Veracruz und ging 1943 als Gewinner des Pokalwettbewerbs der Saison 1942/43 als erster Sieger eines offiziellen Turniers in der Epoche des mexikanischen Profifußballs in die Geschichte ein. Vier Jahre später gewann der Verein noch einmal den Pokal und somit als letzter Verein der Stadt einen großen Titel auf nationaler Ebene. Moctezuma war in der Saison 1949/50 auch der bisher letzte Verein aus Orizaba, der in der höchsten mexikanischen Spielklasse vertreten war. Nach seinem selbst gewählten Rückzug aus der ersten Liga spielte Moctezuma noch einige Jahre in der zweiten Liga, zog sich 1954 aber auch aus dieser Liga zurück und hinterließ ein Vakuum, das 1958 zur Gründung des Orizaba Futbol Club führte. Dieser Verein war von 1959/60 bis zum sportlichen Abstieg am Ende der Saison 1967/68 dauerhaft in der Segunda División vertreten und setzte zeitweise ausschließlich auf Spieler der eigenen Region. Mit einer mehrheitlich aus Orizaba und Umgebung stammenden Spielern gebildeten Mannschaft gewann der Verein in der Saison 1971/72 die seinerzeit noch drittklassige Tercera División ohne eine einzige Niederlage und kehrte in die zweite Liga zurück, in der er später auch zeitweise unter seiner neuen Bezeichnung Albinegros de Orizaba vertreten war. Diese Mannschaft wirkte als bisher letzter Verein der Stadt in der Saison 2010/11 in der zweiten mexikanischen Liga mit.
Ein weiterer Verein aus der Region von Orizaba, der die Staatsliga von Veracruz 1935 gewann, war die Mannschaft der Unión Deportiva Río Blanco, die 1914 von dem französischen Manager Raoul Bouffier der Fabrik Río Blanco im gleichnamigen Vorort von Orizaba ins Leben gerufen worden war. Zwei weitere Staatsmeisterschaften wurden 1937 und 1940 von der Mannschaft der Textilfabrik CIDOSA gewonnen.
Eine weitere bedeutende Mannschaft stellte der Club Cervantes, der 1916 von der spanischen Gemeinde von Orizaba ins Leben gerufen worden war und seine beste Phase um 1922 hatte. Der Verein hatte eine große Rivalität zur im selben Jahr gegründeten A.D.O. und verfügte über einen eigenen Sportplatz, der sich an der Ecke der Straßen Poniente 7 und Sur 20 befand. Auf dem Campo Cervantes wurden anfangs die Begegnungen der in der Saison 1932/33 eingeführten zweitklassigen Fußballregionalliga von Orizaba ausgetragen.
Auch der 1961 im Umfeld der heutigen Kathedrale von Orizaba für obdachlose Kinder gegründete Club Social y Deportivo Once Hermanos, der vor allem in seiner Anfangszeit auch als Talentschmiede für die Vereine aus der Region galt, und von 1995 bis 2011 in der zu jener Zeit nur noch viertklassigen Tercera División vertreten war, ist von gewisser sportlicher und vor allem gesellschaftlicher Bedeutung.
Zuletzt seien noch die beiden „Universitätsmannschaften“ Académicos del UGM Norte und Búhos del ITO erwähnt, die jeweils über einen eigenen Fußballplatz mit Tribüne verfügen.

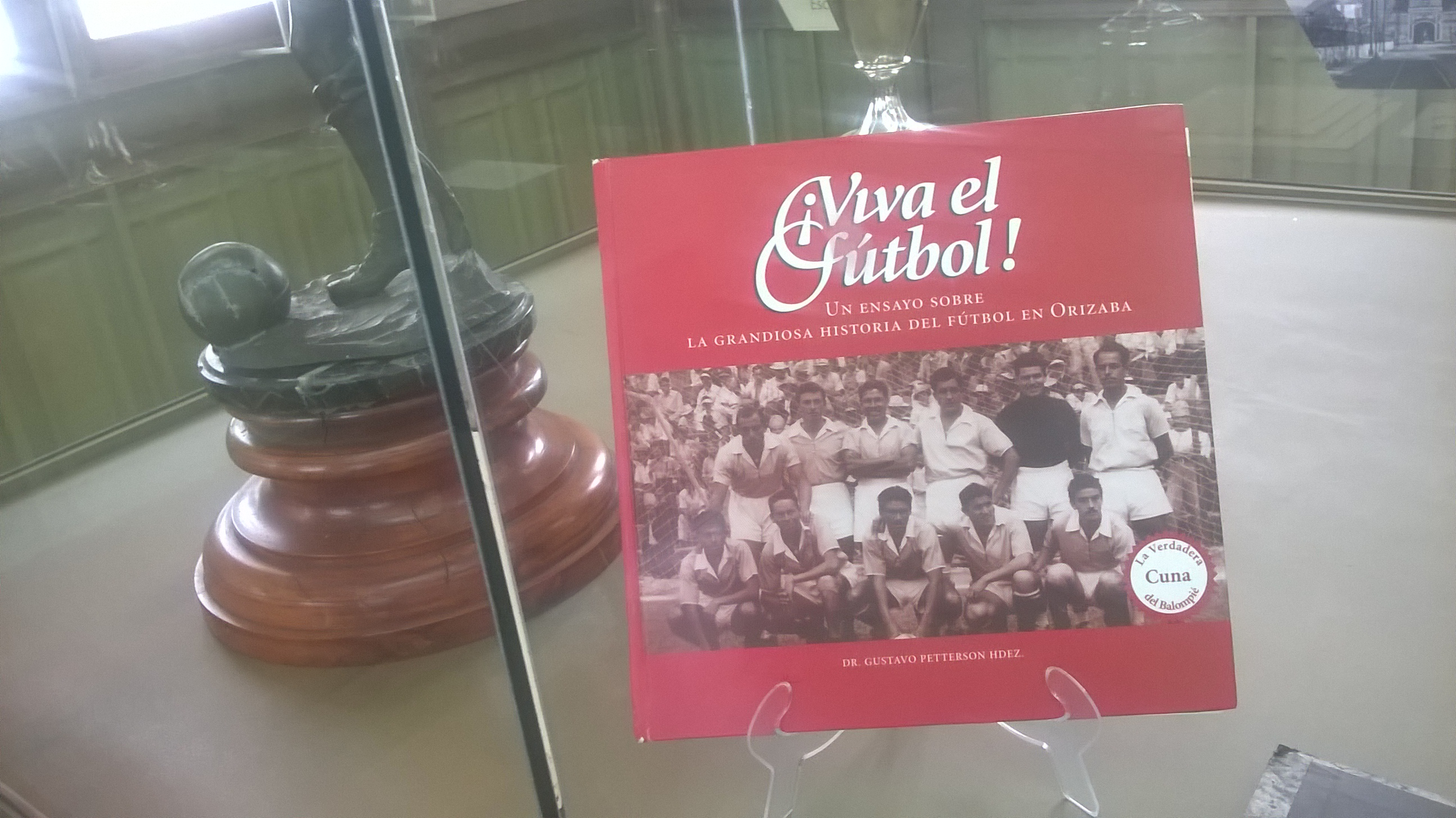
Cover eines 2008 publizierten Standardwerkes über die Geschichte des Fußballs in Orizaba.

## Übersicht der wichtigsten Vereine aus dem Großraum Orizaba
Die nachfolgende Tabelle beinhaltet alle Vereine, die in einer der jeweils höchsten 3 landesweit ausgetragenen Spielklassen vertreten waren.
Dabei werden jene Vereine zuerst genannt, die in der höchsten Spielklasse vertreten waren, anschließend die Vereine, die maximal in der zweithöchsten Spielklasse vertreten waren und am Schluss jene Mannschaften, die maximal die dritthöchste Spielklasse erreicht hatten. Die Erst- und Zweitligisten sind anhand ihres erstmaligen Erscheinens sortiert und die Drittligisten nach der Dauer ihrer Zugehörigkeit zur jeweils dritthöchsten Spielklasse.
| Nr. | Verein                 | 1. Liga                          | 2. Liga                                   | 3. Liga                                           | Besonderheiten                                                        |
| --- | ---------------------- | -------------------------------- | ----------------------------------------- | ------------------------------------------------- | --------------------------------------------------------------------- |
| 1   | Orizaba AC             | 1902/03 und 1903/04              | -.-                                       | -.-                                               | Erster Meister Mexikos                                                |
| 2   | A.D.O.                 | Centenario 1921, 1943/44–1948/49 | -.-                                       | 1967/68 und 1968/69                               | Eines von 10 Gründungsmitgliedern der mexikanischen Profiliga         |
| 3   | Moctezuma              | 1940/41–1949/50                  | 1951/52–1953/54                           | 1973/74–1975/76                                   | Gründungsmitglied der Profiliga und erster Pokalsieger der Profiära   |
| 4   | Orizaba FC             | -.-                              | 1959/60–1967/68, 1972/73, 1986/87–1988/89 | erstmals 1970/71, bis in die 1990er Jahre hinein  | -.-                                                                   |
| 5   | Albinegros de Orizaba  | -.-                              | Apertura 2002, Clausura 2009–2010/11      | über weite Strecken im 21. Jahrhundert (bis 2019) | -.-                                                                   |
| 6   | Río Blanco             | -.-                              | -.-                                       | 1971/72–1980/81                                   | Der Verein stammt aus dem gleichnamigen Vorort                        |
| 7   | Escuadra Azul          | -.-                              | -.-                                       | 1970/71–1974/75                                   | -.-                                                                   |
| 8   | Universidad de Orizaba | -.-                              | -.-                                       | 1980/81 und 1981/82                               | -.-                                                                   |
| 9   | Montañeses FC          | -.-                              | -.-                                       | seit 2021/22                                      | Als Nachfolgeverein der insolventen Albinegros (vgl. Nr. 5) gegründet |

## Erfolge
- Erster Fußballmeister von Mexiko: Orizaba AC (1902/03)
- Erster Sieger im mexikanischen Profifußball: UD Moctezuma (Pokalsieg 1942/43)

## Derbys in den nationalen Wettbewerben
Seit Einführung des Profifußballs, beginnend mit dem Pokalturnier der Saison 1942/43, bis zum Rückzug der A.D.O. nach dem Ausscheiden aus dem Pokalturnier der Saison 1948/49, kam es in jeder Spielzeit zu mindestens 2 und bis zu maximal 4 Stadtderbys auf der höchsten Ebene zwischen der A.D.O. und Moctezuma.
Danach gab es eine Reihe von Stadtderbys in den 1970er- und frühen 1980er-Jahren in der seinerzeit noch drittklassigen Tercera División, wobei die Saison 1973/74 mit 4 Teilnehmern den Höhepunkt mit insgesamt 6 Punktspielderbys darstellte.

### Die Derbys zwischen A.D.O. und Moctezuma
| Datum              | Wettbewerb         | Saison  | Heimmannschaft | Gastmannschaft | Ergebnis | Besonderheiten |
| ------------------ | ------------------ | ------- | -------------- | -------------- | -------- | --- |
| 20. Juni 1943      | Pokal (Gruppe)     | 1942/43 | Moctezuma      | A.D.O.         | 2:4      | |
| 5. September 1943  | Pokal (Halbfinale) | 1942/43 | A.D.O.         | Moctezuma      | 1:3      | Martín Cuburu erzielte in der 71. Minute das 0:2 für Moctezuma, eine Minute später verkürzte sein Bruder José auf 1:2. |
| 12. Dezember 1943  | Liga Mayor         | 1943/44 | Moctezuma      | A.D.O.         | 3:1      | |
| 2. April 1944      | Liga Mayor         | 1943/44 | A.D.O.         | Moctezuma      | 0:3      | |
| 7. Mai 1944        | Pokal (Gruppe)     | 1943/44 | A.D.O.         | Moctezuma      | 2:1      | |
| 4. Juni 1944       | Pokal (Gruppe)     | 1943/44 | Moctezuma      | A.D.O.         | 0:3      | |
| 5. November 1944   | Liga Mayor         | 1944/45 | A.D.O.         | Moctezuma      | 1:4      | |
| 25. Februar 1945   | Liga Mayor         | 1944/45 | Moctezuma      | A.D.O.         | 1:2      | |
| 13. Mai 1945       | Pokal (Gruppe)     | 1944/45 | Moctezuma      | A.D.O.         | 4:2      | |
| 11. November 1945  | Liga Mayor         | 1945/46 | Moctezuma      | A.D.O.         | 4:1      | Als einzigem Spieler in einem Clásico orizabeño gelangen Ricardo Martínez in dieser Begegnung 3 Treffer.               |
| 7. April 1946      | Liga Mayor         | 1945/46 | A.D.O.         | Moctezuma      | 1:3      | |
| 23. Juni 1946      | Pokal (1. Runde)   | 1945/46 | A.D.O.         | Moctezuma      | 3:1      | |
| 22. September 1946 | Liga Mayor         | 1946/47 | Moctezuma      | A.D.O.         | 2:2      | |
| 23. Februar 1947   | Liga Mayor         | 1946/47 | A.D.O.         | Moctezuma      | 0:1      | |
| 12. Oktober 1947   | Liga Mayor         | 1947/48 | Moctezuma      | A.D.O.         | 0:1      | |
| 4. April 1948      | Liga Mayor         | 1947/48 | A.D.O.         | Moctezuma      | 4:2      | |
| 7. November 1948   | Liga Mayor         | 1948/49 | Moctezuma      | A.D.O.         | 2:1      | |
| 19. Juni 1949      | Liga Mayor         | 1948/49 | A.D.O.         | Moctezuma      | 2:2      | |
| 24. Juli 1949      | Pokal (1. Runde)   | 1948/49 | Moctezuma      | A.D.O.         | 2:1      | |

### Die Derbys in der Tercera División
- 1970/71: Orizaba FC – Escuadra Azul 4:1, 2:1
- 1971/72: Orizaba FC – Escuadra Azul 2:1, 2:0
- 1972/73: Escuadra Azul – Río Blanco 1:1, 2:2
- 1973/74:

| Pos. | Mannschaft    | E.A. | R.B. | OFC | UDM | Sp | S | U | N | Tore | Pkte |
| ---- | ------------- | ---- | ---- | --- | --- | -- | - | - | - | ---- | ---- |
| 1.   | Escuadra Azul |      | 3:1  | 0:2 | 1:1 | 6  | 3 | 2 | 1 | 13:9 | 8–4  |
| 2.   | Río Blanco    | 1:1  |      | 3:1 | 1:0 | 6  | 2 | 2 | 2 | 8:9  | 6–6  |
| 3.   | Orizaba FC    | 1:4  | 1:1  |     | 1:0 | 6  | 2 | 2 | 2 | 8:10 | 6–6  |
| 4.   | UD Moctezuma  | 3:4  | 3:1  | 2:2 |     | 6  | 1 | 2 | 3 | 9:10 | 4–8  |

- 1974/75:

| Pos. | Mannschaft    | UDM | R.B. | E.A. | Sp | S | U | N | Tore | Pkte |
| ---- | ------------- | --- | ---- | ---- | -- | - | - | - | ---- | ---- |
| 1.   | UD Moctezuma  |     | 1:1  | 4:1  | 4  | 2 | 1 | 1 | 7:4  | 5–3  |
| 2.   | Río Blanco    | 1:0 |      | 0:0  | 4  | 1 | 2 | 1 | 3:4  | 4–4  |
| 3.   | Escuadra Azul | 1:2 | 3:1  |      | 4  | 1 | 1 | 2 | 5:7  | 3–5  |

- 1975/76: Río Blanco – Moctezuma 1:0, 0:0

- 1980/81:

| Pos. | Mannschaft             | UdO | OFC | R.B. | Sp | S | U | N | Tore | Pkte |
| ---- | ---------------------- | --- | --- | ---- | -- | - | - | - | ---- | ---- |
| 1.   | Universidad de Orizaba |     | 4:1 | 3:2  | 4  | 3 | 0 | 1 | 12:6 | 6–2  |
| 2.   | Orizaba FC             | 2:1 |     | 2:1  | 4  | 2 | 1 | 1 | 8:9  | 5–3  |
| 3.   | Río Blanco             | 1:4 | 3:3 |      | 4  | 0 | 1 | 3 | 7:12 | 1–7  |

- 1981/82: Orizaba FC – Universidad de Orizaba ?:?, 1:1

## In Orizaba geborene Fußballspieler
Die besten Fußballspieler aus Orizaba wurden um die Jahrhundertwende in den 1890er- und 1900er-Jahren geboren. Vier von ihnen gehörten zum mexikanischen Aufgebot beim olympischen Fußballturnier 1928 und 3 von ihnen (Luis Cerrilla, Ernesto Sota und Juan Terrazas) kamen im Erstrundenspiel gegen Spanien zum Einsatz, das 1:7 verloren wurde. In der anschließenden Trostrunde gegen Chile kamen Cerrilla und Sota noch einmal zum Einsatz und Sota erzielte in diesem Spiel den Führungstreffer für die Mexikaner. Der vierte Olympiateilnehmer war Hesiquio Cerrilla, der weder bei diesem Turnier noch sonst bei einem Länderspiel der mexikanischen Nationalmannschaft zum Einsatz kam.
Bei der ersten Fußball-Weltmeisterschaft zwei Jahre später kamen zwei weitere Orizabeños zum Einsatz: Isidoro Sota stand im
zweiten Gruppenspiel gegen Chile (0:3) im Tor und Alfredo Sánchez bestritt alle 3 Begegnungen der Mexikaner.
Alle sechs genannten Spieler standen während ihrer Turnierteilnahme beim Hauptstadtverein Club América unter Vertrag.
Ein weiterer WM-Teilnehmer aus Orizaba war Samuel Cuburu, der bei der Fußball-Weltmeisterschaft 1950 im zweiten Gruppenspiel gegen Jugoslawien (1:4) zum Einsatz kam.
Ein weiterer Olympiateilnehmer war José Luis Aussín, der beim olympischen Fußballturnier 1964 das zweite Gruppenspiel gegen die gesamtdeutsche Olympiaauswahlmannschaft (0:2) bestritt.